# Сэлэнгэ (Булган)
Сэлэнгэ (монг. Сэлэнгэ) — сомон аймака Булган, Монголия.
Центр сомона — населённый пункт Ингэгтолгой находится в 131 км от города Булган и в 400 км от столицы страны — Улан-Батора.
Развита сфера обслуживания, имеется школа, больницы, музеи, туристические базы.

## География
По территории сомона протекают реки Селенга (малое судоходство), Харайх, Шаварт, Тариат, Ингэт, Зэлтэр, Азарга; есть горы Бутээл, Хантай, Муст, Жаргалант, Ингэг. Здесь водятся медведи, волки, лисы, косули, олени, корсаки, кабаны; речные воды богаты рыбой.
Климат резко континентальный. Средняя температура января -20 °С, июля +18 °С. Годовая норма осадков составляет 300—350 мм.